# 七都镇 (苏州市)
七都镇是江苏省苏州市吴江区的一个镇，位于吴江区西南。

## 区划
辖七都、庙港、渔村3个居委会，东风、望湖、环湖、隐读、光荣、丰民等22个行政村。

## 交通
318国道、苏浙高速公路。

## 物产
水稻、油菜、小麦、桑蚕等。

## 经济
设两经济区：临湖经济区和临浙经济区。